# Charles Pollock
Pour le designer, voir Charles Pollock (designer).
Pour les articles homonymes, voir Pollock.
Charles Pollock, né en 1902 à Denver (Colorado) et mort à Paris en 1988, est un peintre américain.

## Biographie
Aîné d'une famille de cinq garçons (Marvin Jay, Frank Leslie, Sanford Leroy et Jackson), il passe son enfance dans l'Ouest des États-Unis : le Wyoming, l'Arizona et la Californie.
À l'âge de vingt ans, il s'installe à Los Angeles où il réalise des mises en page pour le Los Angeles Times. Parallèlement, il poursuit des études d'art à l'Otis Art Institute. Au début de son activité artistique, Charles Pollock montre un intérêt pour les arts mexicains, et particulièrement pour la peinture murale mexicaine.
Ses contacts avec les œuvres de Max Weber, Orozco, Rivera et Thomas Hart Benton le conduisent à New York où il s'installe en 1926. Il s'inscrit à l'Art Students' League où il travaille avec Benton, dont il deviendra l'assistant et l'ami. Jusqu'au milieu des années 1940, son œuvre sera fortement marquée par le régionalisme de Benton.
En 1930, il enseigne l'art à la City and Country School de New York et réalise des affiches de cinéma peintes. En 1933, il se rend à l'Exposition universelle de Chicago pour faire des croquis. En 1934, il effectue un long périple, avec son frère Jackson, à travers les États-Unis, encore touchées par la crise économique. Puis en 1935, il travaille pour la Resettlement Administration (Special Skills Division) à Washington et traverse le Sud des États-Unis en faisant des croquis et des études. En 1937, il s'installe à Détroit dans le Michigan, et devient caricaturiste politique (influencé par Thomas Nast) et maquettiste pour le journal du syndicat des UAW (United Auto Workers).
De 1938 à 1942, Charles Pollock est superviseur des fresques et des arts graphiques au Federal Art Project (WPA) dans le Michigan. Il réalise une fresque pour la Water Conditioning Plant à Lansing, Michigan, et une autre pour le Fairchild Auditorium de Michigan State College (devenu plus tard université d'État du Michigan), à East Lansing. Il enseigne la calligraphie, le graphisme et la typographie à l'université d'État du Michigan jusqu’en 1967. En 1968, il part, avec sa seconde femme Sylvia Winter et leur fille Francesca McCoy, vivre et peindre à New York.
En 1971, la famille vient vivre à Paris, où Charles Pollock meurt en 1988.

## Expositions récentes
- « Charles Pollock. Un Américain à Paris », galerie etc. (Paris), octobre-novembre 2024
- Rétrospective organisée au FRAC Auvergne, du 20 mai au 18 septembre 2022
- « Charles Pollock Color Field 1967-70 », galerie etc., du 7 octobre 2020 au 27 février 2021[2]
- Charles Pollock, galerie etc., octobre-décembre 2019[1]
- « Charles Pollock, A retrospective », collection Peggy Guggenheim, Venise, du 23 avril au 14 septembre 2015
- Espace d'art contemporain Fernet-Branca (Saint-Louis, Alsace), de janvier à mai 2009 puis prolongée jusqu'au mois d'août, présentant 140 œuvres, des années 1930 aux années 1960[3]
- « Black and White », American Contemporary Art Gallery (Munich), de novembre 2008 à février 2009
- Un tableau, Fireworks, a été présenté dans l'exposition « Peggy Guggenheim and the new American Painting », organisée par le Guggenheim de Venise, présentée à Verceil, de novembre 2008 à février 2009
- « Stacked Colors », du 9 mai au 14 juin 2008
- « Chapala Series », American Contemporary Art Gallery (Munich), du 7 mars au 23 mai 2008 — Jason McCoy Gallery (New York), mars 2007.